# ミオクローヌス
ミオクローヌス（myoclonus）、ミオクロニー（myoclonic）、ミオクロニア（myoclonia）は、自分の意志とは無関係な運動を起こす不随意運動の一つである。一般的に病気を指さず、医学記号として用いられる。短い痙攣は完全に正常である。ミオクロニー痙攣(myoは筋肉、clonusは痙攣を意味する)は通常、突然の筋肉の収縮によって引き起こされ、または収縮の消滅によっても引き起こされる。
複数の筋肉群が同時に素早く収縮する。具体的には、急に物を投げるような動作や立っている状態で急に転倒するなどがある。てんかん発作による症候の一つであり、その場合はミオクローヌス発作とも呼ばれる。一方、この現象は正常でもみられることが少なからずある。よくある例は横隔膜と呼吸補助筋のミオクローヌスによって生じるしゃっくり（吃逆）である。また、手足のミオクローヌスも睡眠中に起こすことがある（ジャーキング）。